# المپ
کوه اُلَمپ یا اُلَمپوس (به یونانی: Όλυμπος) با ارتفاع ۲۹۱۷٫۷۲۷ متر (یا ۹۵۷۰ فوت) بلندترین کوه یونان است که درنیمه شمالی آن کشور در نزدیکی دریای اژه، در مرز تسالی و مقدونیه و در ۱۰۰ کیلومتری تسالونیکی، دومین شهر بزرگ یونان واقع شده‌است. کوه المپ دارای ۵۲ قله است که بلندترین آن‌ها با ارتفاع ۲۹۱۷٫۷۲۷ متر میتیکاس نام دارد که به معنای «بینی» می‌باشد. بر اساس برجستگی‌های توپوگرافیکی، این قله یکی از بلندترین قله‌های اروپا محسوب می‌شود.
کوه المپ از نظر پوشش گیاهی بسیار غنی بوده و چندین گونهٔ بومی در آنجا رشد می‌کند.

## جایگاه المپ در اساطیر یونانی
المپ اقامتگاه رئیس خدایان یونانی زئوس بود. همچنین بهترین خدایان یونان معابد و کاخ‌هایی در قلهٔ آن داشتند.
در آنجا بود که خدایان گرد هم می‌آمدند تا شراب لذیذ ایزدان یونان، نکتار، و خوراکشان یعنی آمبروزیا را که به آنان زندگی جاودانه می‌داد بخورند.

## نگارخانه

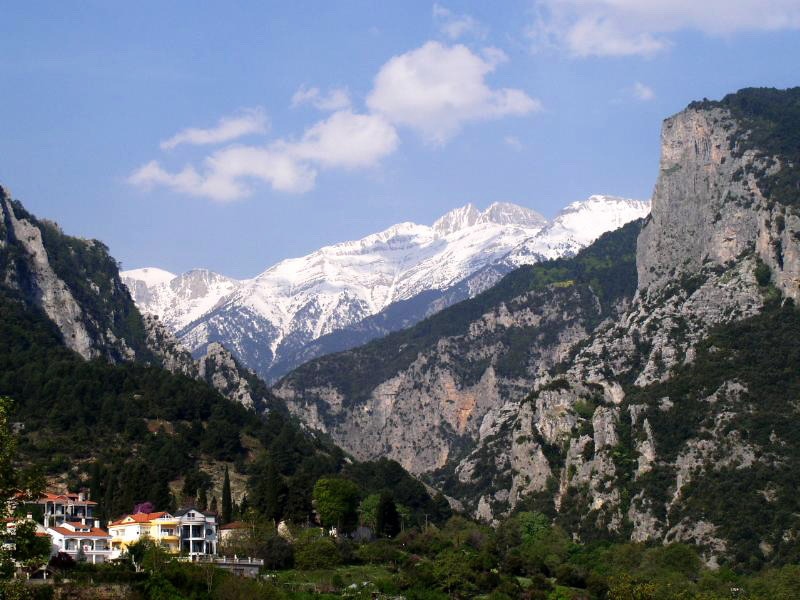
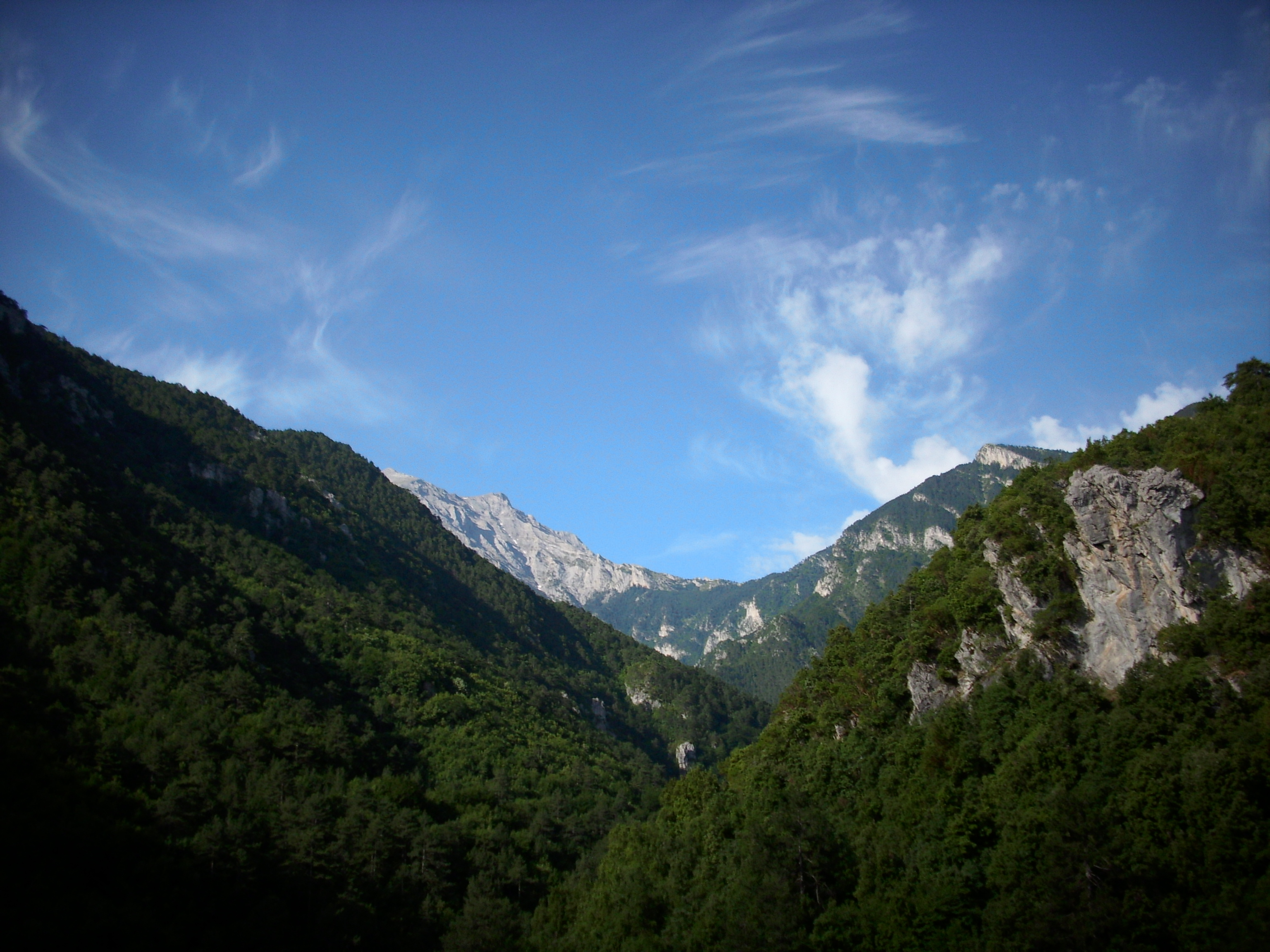
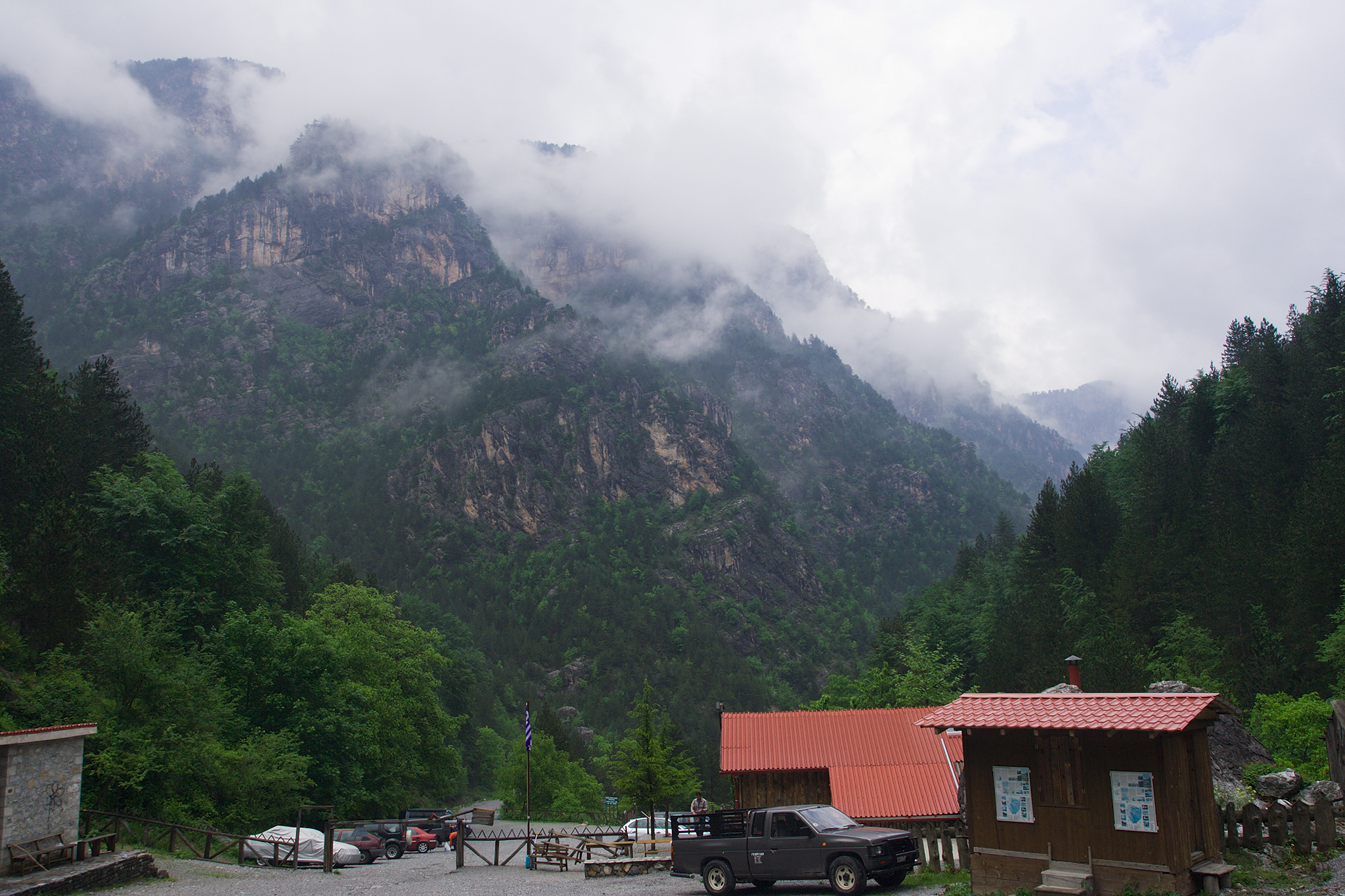
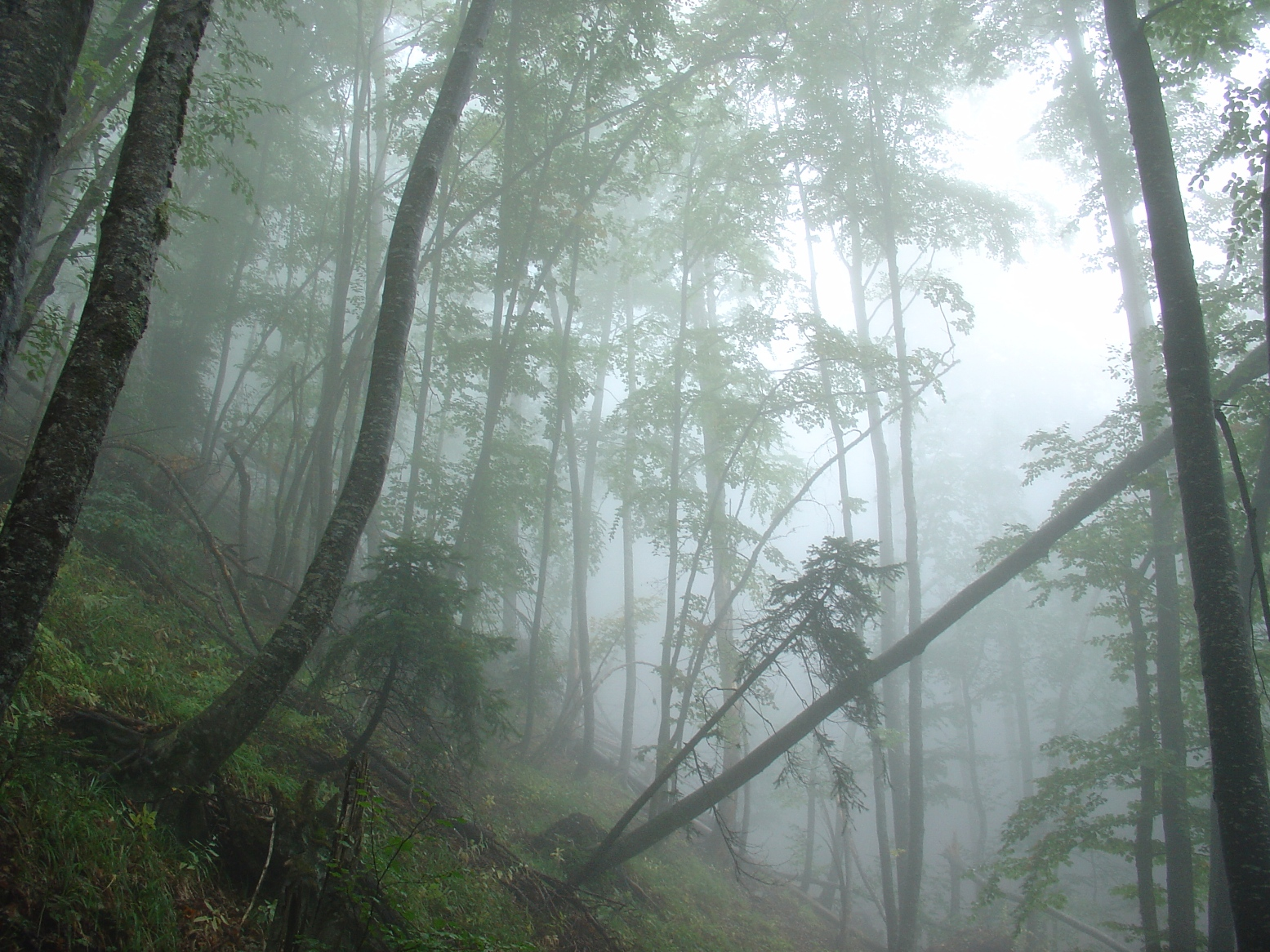